# Gonochlora
Gonochlora là một chi bướm đêm thuộc họ Geometridae.